# Cistugo lesueuri
A Cistugo lesueuri az emlősök (Mammalia) osztályának denevérek (Chiroptera) rendjébe, ezen belül a kis denevérek (Microchiroptera) alrendjébe és a Cistugidae családjába tartozó faj.

## Tudnivalók
A Cistugo lesueuri csak két országban található meg, Lesothóban és a Dél-afrikai Köztársaságban. Kedvelt élőhelyei a száraz szavanna, mediterrán éghajlatú bokros tájak és a forró sivatagok. Az élőhely elvesztése veszélyezteti ezt a denevérfajt.

### Fordítás
- Ez a szócikk részben vagy egészben  a   Lesueur's Hairy Bat című angol Wikipédia-szócikk fordításán alapul.  Az eredeti cikk szerkesztőit annak laptörténete sorolja fel. Ez a jelzés csupán a megfogalmazás eredetét és a szerzői jogokat jelzi, nem szolgál a cikkben szereplő információk forrásmegjelöléseként.